# Casa de Togores
La casa de Togores fou una casa nobiliària de la Corona d'Aragó establerta a Mallorca just després de la Conquesta i amb branques al Regne de València. Entre els membres de la branca mallorquina hi hagué destacats cavallers i militars, i d'ençà del segle xvii anà vinculada al títol de comte d'Aiamans. A la mort de Leocàdia de Togores el 1906, morí el darrer portador de la branca mallorquina del llinatge Togores, i els descendents i hereus actuals no porten el cognom Togores.

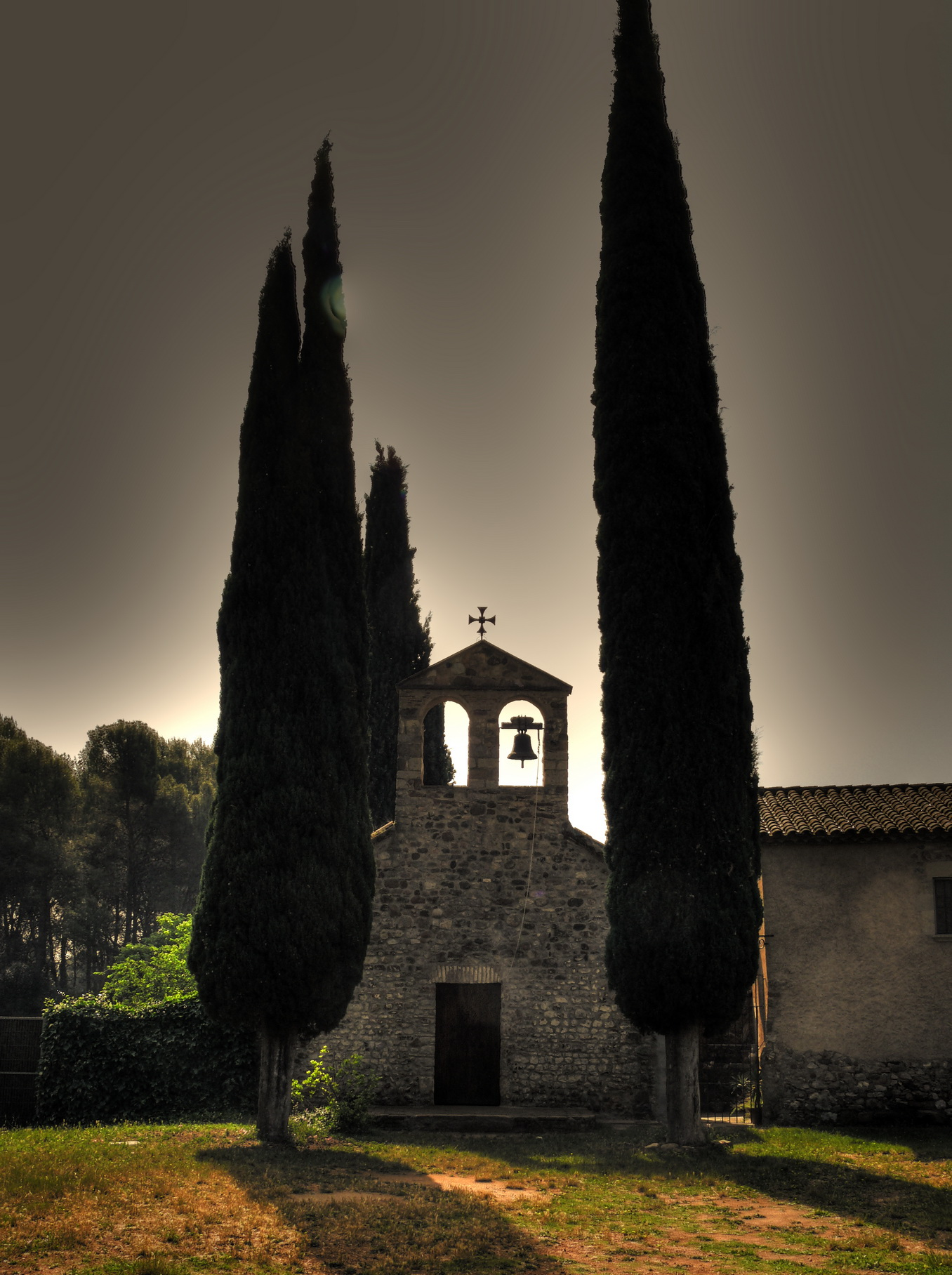
L'ermita de Togores (Sabadell), lloc d'origen de la família.

Els Togores eren una família de castlans originaris del castell de Togores i que al llarg del segle xii havien obtengut el Castell de la Péra i un altre a Gascunya. Arribaren a Mallorca com a cavallers de Guillem II de Montcada. De la seva part del Repartiment Arnau de Togores rebé les alqueries de Lloseta i Aiamans, organitzades com a cavalleries, a més de terres arreu de l'illa. El seu germà Guillem fou capità a la campanya de Mallorca i també a les de València i, amb ajuda dels seus altres germans Berenguer i Bartomeu, a les d'Oriola i Múrcia. Berenguer rebé terres a Oriola, on s'establí i també fundà un llinatge. La influència de la família és palesa en el casament amb Joana Palou, parenta del bisbe de Barcelona Berenguer de Palou, un dels quatre magnats de la Conquesta de Mallorca. En la branca mallorquina se succeïren nombroses generacions de personatges il·lustres i de rellevància en la política de l'illa. El 1503 Miquel Lluís de Togores va contreure matrimoni amb Violant Dameto i així heretà el fideïcomís dels Ballester, i així passaren a anomenar-se Ballester de Togores. Miquel Lluís Ballester de Togores i Sales serví el rei Felip IV en la campanya de les illes de Lerins sufragant una companyia d'artilleria, i el rei li concedí (1634) la jurisdicció civil i criminal a les seves cavalleries amb el títol de baró de Lloseta: podia nomenar jutges, batles, notaris, entre altres drets. Més tard rebé el títol de Comte d'Aiamans, amb tots els drets, privilegis i honors. Promogué la construcció (1634) del casal familiar, de grans dimensions, sobre unes cases gòtiques al carrer de la Portella, un carrer senyorial. El 1638 morí sense successió legítima i el succeïren diversos parents, fins que el 1665 l'hereu Jaume Ballester de Togores aconseguí confirmació sobre títol comtal. Però els llosetins es revoltaren i enderrocaren la forca aprofitant la debilitat del comte. L'Audiència i el virrei els obligaren a restituir-la.
Miquel Joan Ballester de Togores i Gual, cavaller de l'orde d'Alcántara i filipista, participà en la conspiració frustrada de 1711 i, com a recompensa, fou regidor designat del primer Ajuntament de Palma (1715). Poc després, es produí l'aliança de les Nou Cases, en la qual els Togores participaren. El succeí el seu fill Jaume Ballester de Togores i Sales, capità general de Mallorca interí el 1782.

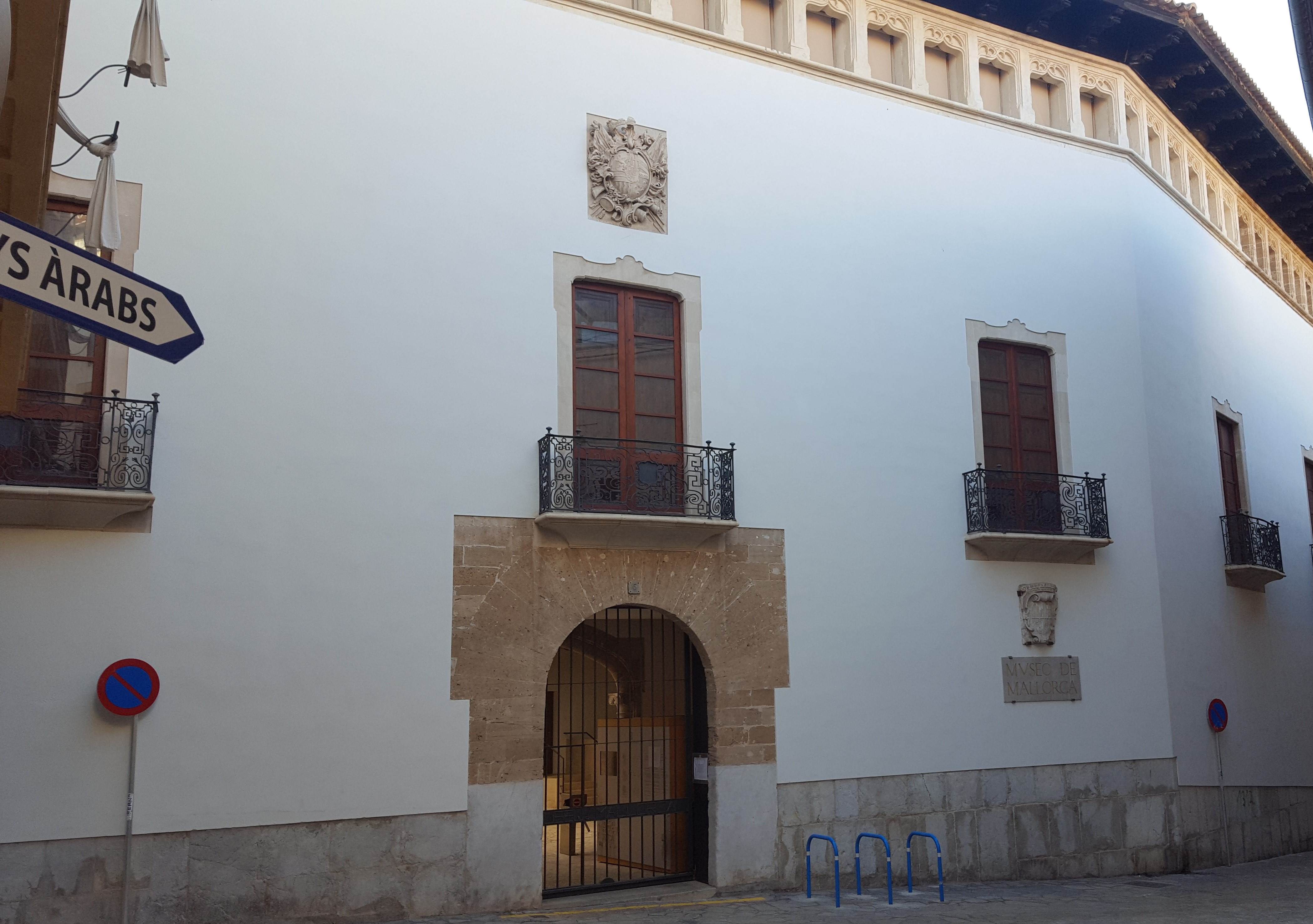
Ca la Gran Cristiana, antigament Can Tugores, actualment és la seu del Museu de Mallorca

A la mort del seu fill Miquel Marià Ballester de Togores i Cotoner, passà després d'un plet al cosí Josep de Togores i Sanglada, il·lustre escriptor, polític i militar mallorquí; però algunes propietats, entre les quals la casa pairal, passaren a Francesc Villalonga Desbrull, marit de Magdalena Ventura de Togores i Puigdorfila, filla de Miquel Marià, per raó del dit plet. Durant el segle xviii, molts de membres de la família foren canonges de la Seu. També durant aquest segle es construí el palau d'Aiamans de Lloseta. El 1811, amb les Corts de Cadis, els Togores perderen la jurisdicció baronial sobre les seves terres, però en mantengueren la propietat i el títol. El 1888, el seu fill Pasqual Felip de Togores i Rosselló morí sense descendència masculina; heretà Leocàdia de Togores i Safortesa, i a la seva mort el seu fill Marià Gual i de Togores, que s'arruïnà i acabà per vendre bona part de les propietats de la família. Morí el 1933.
El seu escut d'armes és un griu d'argent sobre camp de gules i, per timbre, una corona comtal. Tot i que la línia aristocràtica és morta, el cognom continua viu a Mallorca, on és ortografiat i pronunciat Tugores. Per altra banda, les nombroses possessions que la família ha tengut per Mallorca al llarg de la història han deixat la seva empremta en la toponímia; Son Tugores és el nom de diverses possessions, a Alaró, Esporles, Lloseta i al terme de Palma.
De la branca fundada per Berenguer de Togores i establerta a Oriola descendeixen els Roca de Togores, marquesos de Molins, títol obtengut per Mariano Roca de Togores y Carrasco i referit a la localitat oriolana de Molins.